# Lijst van burgemeesters van Groesbeek
Dit is een lijst van burgemeesters van de voormalige Nederlandse gemeente Groesbeek in de provincie Gelderland.
| Ambtsperiode                 | Naam burgemeester                                           | Partij of stroming | Bijzonderheden                                                                                                 |
| ---------------------------- | ----------------------------------------------------------- | ------------------ | --- |
| 1787 - 1809                  | Johan Laeijendecker                                         |                    | |
| 1809 - 1850                  | Johan Jacob Laeijendecker                                   |                    | |
| 1850 - 1851                  | Adrianus Wouterus Zweers                                    |                    | |
| 1851 - 1854                  | Carolus Antonius Ludovicus baron van Hugenpoth tot Aerdt    |                    | |
| 1854 - 1858                  | Adolf Ernst Alexander baron van Goltstein tot Hoekenburg    |                    | |
| 1858 - 1861                  | J.H.B. Dericks                                              |                    | |
| 1861 - 1869                  | Joachim Johan Marcus Kolfschoten                            |                    | |
| 1869 - 1874                  | F.T. Vredenrijk Engelenburg                                 |                    | |
| 1874 - 1881                  | jhr. Gijsbert Jan Jacobus Jozephus Dommer van Poldersveldt  |                    | |
| 1881 - 1910                  | Roger Marie Ottenhoff                                       |                    | |
| 1910 - 1934                  | jhr. Otto Jan Marie van Nispen tot Pannerden                |                    | |
| 1934 - 1941                  | jhr. Harmen Hendrik Jules Marie van de Poll                 |                    | |
| 1941 - 1966                  | jhr. Rudolf Maria Jozef Franciscus Liberatus van Grotenhuis |                    | eerder burgemeester van Angerlo                                                                                |
| 1966 - 1979                  | A.J.A. Baltussen                                            | KVP                | |
| 1979 - 1991                  | Embère (E.A.A.) van Gils                                    | CDA                | |
| 1991 - 2012                  | Gerd (G.E.W.) Prick                                         | PvdA               | |
| 2012 - 2015                  | Harry (H.W.C.G) Keereweer                                   | PvdA               | Waarnemend. Per 1 januari 2015 fusiegemeente na samengaan met Millingen aan de Rijn en Ubbergen.               |
| 16 sept. 2015 - 31 dec. 2015 | Mark (M.) Slinkman                                          | CDA                | Vanaf 1 januari 2016 heet de gemeente Berg en Dal, waar Slinkman ook burgemeester blijft na de naamswijziging. |